# Luisa Zappa
Luisa Zappa, właśc. Luisa Branduardi (ur. 1952) – włoska piosenkarka i autorka tekstów, żona piosenkarza Angelo Branduardiego.

## Życiorys
Luisa Zappa urodziła się w 1952 roku. Podczas studiów na Uniwersytecie Mediolańskim poznała Angelo Branduardiego, za którego wyszła w 1975 roku. Zappa jest autorką lub współautorką wielu tekstów jego piosenek. Małżeństwo ma dwie córki: Sarah (ur. 1975) i Maddalena (ur. 1981).